# 25 loài linh trưởng nguy cấp nhất trên thế giới

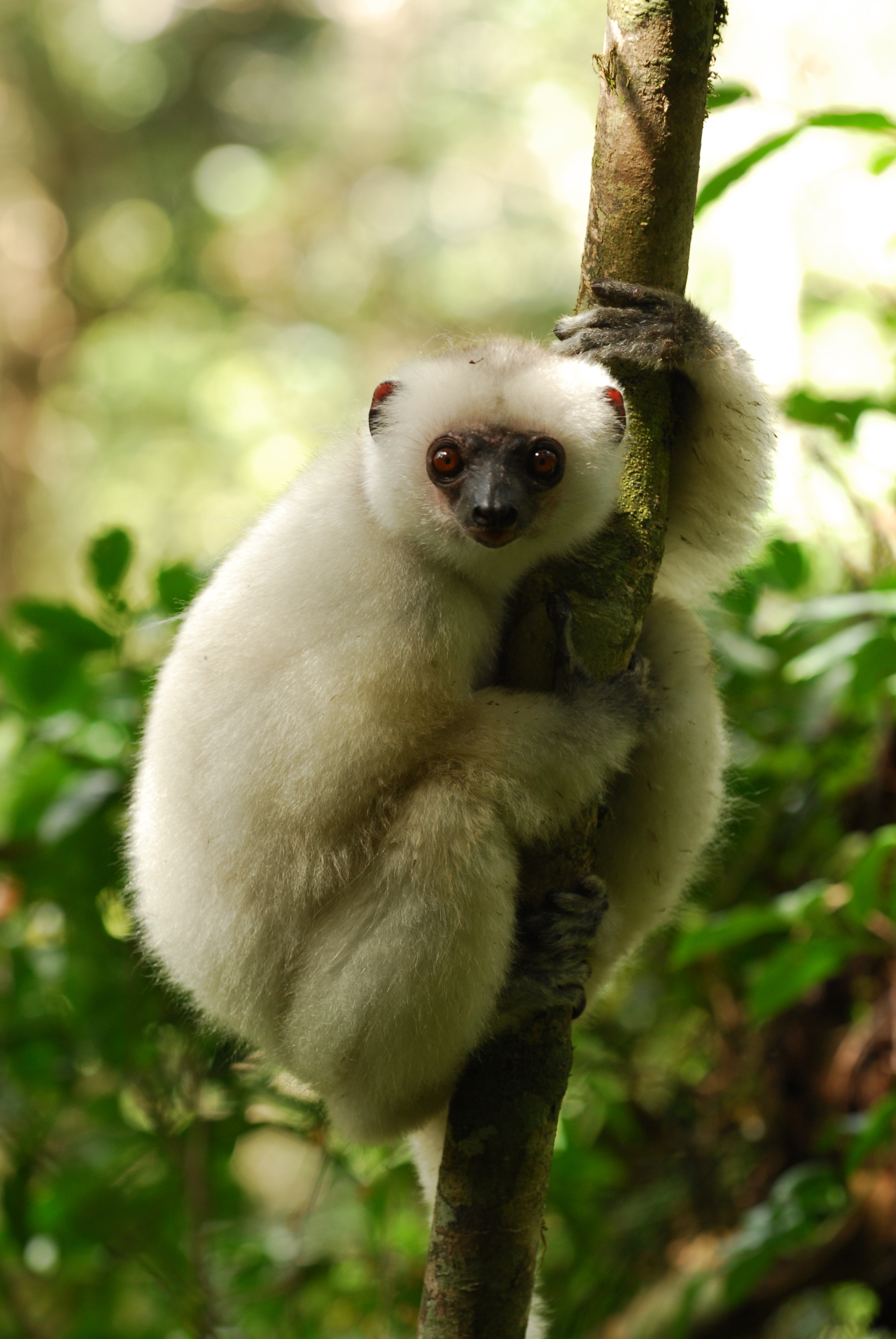
The Propithecus candidus, chỉ tìm thấy tại Madagascar, đã ở trong danh sách 25 loài linh trưởng nguy cấp nhất trên thế giới kể từ khi danh sách này ra đời vào năm 2000. Chỉ còn lại khoảng từ 100 đến 1.000 cá thể trong tự nhiên.

25 loài linh trưởng nguy cấp nhất trên thế giới là một danh sách các loài linh trưởng cực kỳ nguy cấp được lựa chọn và xuất bản bởi International Union for Conservation of Nature Species Survival Commission Primate Specialist Group (IUCN/SSC PSG), International Primatological Society (IPS), và Tổ chức Bảo tồn Quốc tế (CI). Danh sách năm 2012–2014 thêm Bristol Conservation and Science Foundation (BCSF) vào danh sách các nhà xuất bản. IUCN/SSC PSG làm việc cùng với CI để bắt đầu danh sách vào năm 2000, nhưng vào năm 2002, trong Hội nghị hội các nhà linh trưởng học Quốc tế lần thứ 19, các nhà linh trưởng học xem xét và tranh cãi về danh sách này, dẫn tới bản duyệt lại năm 2002–2004 và sự ghi danh của IPS. Kể từ đó việc xuất bản đã là một dự án chung giữa ba tổ chức bảo tồn và được xem xét lại hai năm một lần cùng với Hội nghị IPS diễn ra hai năm một lần. Bắt đầu với báo cáo năm 2004–2006, cái tên được đổi thành "Primates in Peril: The World's 25 Most Endangered Primates" (tạm dịch: linh trưởng gặp nguy: 25 loài linh trưởng nguy cấp nhất trên thế giới). Cùng năm đó, danh sách bắt đầu cung cấp thông tin về từng loài, bao gồm tình trạng bảo tồn và những mối nguy mà chúng gặp phải trong tự nhiên.Thông tin về loài được viết trong một sự hợp tác với các chuyên gia trong lĩnh vực đó, với 60 người đóng góp trong báo cáo năm 2006–2008 và 85 người đóng góp trong báo cáo năm 2008–2010.  Các báo cáo năm 2004–2006 và 2006–2008 được xuất bản trên tạp chí Primate Conservation của IUCN/SSC PSG, trong khi các báo cáo năm 2008–2010 và2010-2012 được xuất bản độc lập bởi cả ba tổ chức đóng góp.
25 loài trong danh sách năm 2012–2014 được phân bố trong 16 nước. Các quốc gia có số lượng loài nhiều nhất trong danh sách là Madagascar (sáu loài), Việt Nam (năm loài), và Indonesia (ba loài). Danh sách này được chia thành bốn khu vực riêng biệt: quần đảo Madagascar, lục địa châu Phi, lục địa châu Á bao gồm quần đảo Indonesia, và Neotropics (Trung và Nam Mỹ). Năm loài đã có mặt ở cả bảy danh sách đã xuất bản là: Propithecus candidus, Voọc quần đùi trắng (Trachypithecus delacouri), Voọc Cát Bà (Trachypithecus poliocephalus poliocephalus), Chà vá chân xám (Pygathrix cinerea) và Cà đác (Rhinopithecus avunculus).

## Từ khóa
| Loài              | Tên thông thường (nếu có) và tên khoa học của loài, có thể có ảnh                                |
| Năm được liệt kê  | Năm mà loài được thêm vào danh sách "25 loài linh trưởng Nguy cấp nhất" của IUCN                 |
| Vị trí            | Quốc gia nơi loài được tìm thấy                                                                  |
| Số lượng ước tính | Ước tính số lượng mới nhất từ IUCN                                                               |
| Tình trạng IUCN   | Tình trạng bảo tồn của loài, theo IUCN tính theo ngày xuất bản danh sách mới nhất                |
| Mối đe dọa        | Danh sách các mối đe dọa mà loài đang gặp phải, được IUCN sử dụng để đánh giá tình trạng bảo tồn |

## Danh sách hiện tại
| Loài                                     | Năm được liệt kê                        | Vị trí     | Số lượng ước tính       | Tình trạng IUCN     | Mối đe dọa |
| ---------------------------------------- | --------------------------------------- | ---------- | ----------------------- | ------------------- | --- |
| Vượn cáo đen mắt xanh Eulemur flavifrons | 2008 2010 2012 2020                     | Madagascar | không rõ                | 1 ! Cực kỳ nguy cấp | - phân bố rất nhỏ (~2,700 km²) - mất môi trường sống (nông nghiệp đốt cây dừng lấy đất, đốn rừng có chọn lọc) - Săn bắn (thịt rừng) - bắt sống (mua bán vật nuôi) |
| Lepilemur septentrionalis                | 2008 2010 2012 2020                     | Madagascar | 50 đến 70 cá thể        | 1 ! Cực kỳ nguy cấp | - phân bố rất nhỏ - mất môi trường sống (cháy rừng, sản xuất than củi, trồng Eucalyptus) - Săn bắn (thịt rừng)                                                    |
| Propithecus candidus                     | 2000 2002 2004 2006 2008 2010 2012 2021 | Madagascar | 249 cá thể              | 1 ! Cực kỳ nguy cấp | - phân bố rất nhỏ - Săn bắn (thịt rừng) - mất môi trường sống (cháy rừng, nông nghiệp đốt cây lấy đất, đốn rừng trái phép)                                        |
| Vượn cáo chuột Berthe Microcebus berthae | 2003 2008 2014 2020                     | Madagascar | Không rõ                | 1 ! Cực kỳ nguy cấp | - mất môi trường sống và sống rời rạc (nông nghiệp đốt cây lấy đất, đốn rừng trái phép)                                                                           |
| Vượn cáo cổ khoang đỏ Varecia rubra      | 1990 1996 2000 2008 2014 2020           | Madagascar | Không rõ                | 1 ! Cực kỳ nguy cấp | - mất môi trường sống (nông nghiệp đốt cây lấy đất, đốn rừng trái phép, xâm lấn con người) - Săn bắn (thịt rừng)                                                  |
| Indri indri                              | 2000 2008 2014 2020                     | Madagascar | 1.000 đến 10.000 cá thể | 1 ! Cực kỳ nguy cấp | - mất môi trường sống (cháy rừng, nông nghiệp đốt cây lấy đất) - Săn bắn (thịt rừng, da)                                                                          |

| Loài                                                | Năm được liệt kê              | Vị trí                      | Số lượng ước tính   | Tình trạng IUCN | Mối đe dọa |
| --------------------------------------------------- | ----------------------------- | --------------------------- | ------------------- | --------------- | --- |
| Galagoides rondoensis                               | 2006 2008 2020                | Tanzania                    | Không rõ            | Nguy cấp        | - phân bố rất nhỏ - mất môi trường sống và sống rời rạc (xâm lấn nông nghiệp, sản xuất than củi, đốn cây) |
| Cercopithecus roloway                               | 2002 2006 2008 2010 2016 2019 | Côte d'Ivoire Ghana         | ít hơn 2.000 cá thể | Cực kỳ nguy cấp | - Săn bắn (thịt rừng) - mất môi trường sống và sống rời rạc (xâm lấn nông nghiệp, sản xuất than củi, đốn cây) |
| Procolobus rufomitratus Piliocolobus rufomitratus   | 2008 2016 2019 2020           | Kenya                       | 1.000 cá thể        | Cực kỳ nguy cấp | - Săn bắn (thịt rừng) - mất môi trường sống và sống rời rạc (xâm lấn nông nghiệp, lửa, cháy rừng, đốn rừng có chọn lọc cho nhu cầu địa phương [nhà, thuyền]) - giảm chất lượng môi trường sống (gia súc, xây dựng đập, các dự án tưới tiêu) - nhiễm ký sinh trùng của một số lượng bị cô lập |
| Piliocolobus pennantii                              | 2004 2006 2010 2012 2019      | Guinea Xích đạo (Đảo Bioko) | 1.200 cá thể        | Cực kỳ nguy cấp | - giảm chất lượng môi trường sống - Săn bắn (thịt rừng) - phân bố nhỏ |
| Khỉ đột đất thấp phía Đông Gorilla beringei graueri | 2000 2008 2016                | Cộng hòa Dân chủ Congo      | Không rõ            | Cực kỳ nguy cấp | - mất môi trường sống và sống rời rạc (xâm lấn nông nghiệp, canh tác đồng cỏ, đào mỏ bất hợp pháp, sản xuất than củi, thu hoạch gỗ và tre nứa) - Săn bắn (thịt rừng, bắt con non) |

| Loài                                               | Năm được liệt kê    | Vị trí                        | Số lượng ước tính      | Tình trạng IUCN | Mối đe dọa |
| -------------------------------------------------- | ------------------- | ----------------------------- | ---------------------- | --------------- | --- |
| Nycticebus javanicus                               | 2000 2008 2013 2020 | Indonesia (Java)              | Không rõ               | Cực kỳ nguy cấp | - bắt sống (mua bán vật nuôi [gay gắt]) - săn bắn (thuốc truyền thống [gay gắt]) - mất môi trường sống (nông nghiệp, các hoạt động phát triển [đường phố], ảnh hưởng của con người)                                                                    |
| Simias concolor                                    | 2000 2008 2020      | Indonesia (Quần đảo Mentawai) | không rõ               | Cực kỳ nguy cấp | - mất môi trường sống (xấm lấn con người, đốn cây thương mại, chuyển đổi sang cây trồng kiếm tiền và cây cọ dầu) - Săn bắn (thịt rừng) - bắt sống (mua bán vật nuôi)                                                                                   |
| Voọc quần đùi trắng Trachypithecus delacouri       | 2000 2003 2008 2020 | Việt Nam                      | ít hơn 250 cá thể      | Cực kỳ nguy cấp | - sống rải rác - Săn bắn (thịt rừng, thuốc truyền thống) |
| Voọc Cát Bà Trachypithecus poliocephalus           | 2000 2003 2008 2020 | Việt Nam                      | 67                     | Cực kỳ nguy cấp | - sống rải rác (xâm lấn con người, phát triển cho du lịch) - Săn bắn (thịt rừng, thuốc truyền thống) |
| Voọc mặt tía miền Tây Semnopithecus vetulus nestor | 2000 2004 2008 2020 | Sri Lanka                     | Không rõ               | Cực kỳ nguy cấp | - mất môi trường sống và sống rải rác (xâm lấn nông nghiệp, đô thị hóa) - dựa vào các khu vườn để sinh tồn - bắt sống (mua bán vật nuôi) - Săn bắn (vật gây hại) - các yếu tố do con người khác (đường truyền tại điện, giết trên đường, chó tấn công) |
| Chà vá chân xám Pygathrix cinerea                  | 2000 2003 2008 2020 | Việt Nam                      | 1.450 đến 1.700 cá thể | Cực kỳ nguy cấp | - phân bố hạn hẹp - mất môi trường sống và sống rải rác (xâm lấn nông nghiệp, sản xuất than củi, đốn rừng) - Săn bắn (thịt rừng, thuốc truyền thống) - bắt sống (mua bán vật nuôi)                                                                     |
| Cà đác Rhinopithecus avunculus                     | 2000 2003 2008 2020 | Việt Nam                      | 200 đến 250 cá thể     | Cực kỳ nguy cấp | - mất môi trường sống và sống rải rác (xâm lấn nông nghiệp, sản xuất than củi, đường phố) - Săn bắn (thịt rừng, thuốc truyền thống) |
| Vượn đen Đông Bắc Nomascus nasutus                 | 2008 2010 2012 2020 | Trung Quốc Việt Nam           | 45-47                  | Cực kỳ nguy cấp | - mất môi trường sống, sống rải rác và bị ảnh hưởng (xâm lấn nông nghiệp, canh tác đồng cỏ, cháy rừng, sản xuất than củi) - Săn bắn (thịt rừng) |
| Tarsius pumilus                                    | 2000 2008 2020      | Indonesia (Sulawesi)          | Không rõ               | Nguy cấp        | - mất môi trường sống (xâm lấn con người) |

| Loài                       | Năm được liệt kê         | Vị trí             | Số lượng ước tính | Tình trạng IUCN | Mối đe dọa |
| -------------------------- | ------------------------ | ------------------ | ----------------- | --------------- | --- |
| Ateles hybridus            | 2000 2003 2008 2020      | Colombia Venezuela | Không rõ          | Cực kỳ nguy cấp | - mất môi trường sống và sống rải rác (xâm lấn nông nghiệp, chăn nuôi gia súc, đốn rừng) - Săn bắn (thịt rừng) - bắt sống (mua bán vật nuôi) |
| Ateles fusciceps fusciceps | 2000 2008 2020 2021      | Ecuador            | Không rõ          | Cực kỳ nguy cấp | - mất môi trường sống và sống rải rác - Săn bắn (thịt rừng)                                                                                  |
| Cebus kaapori              | 2000 2008 2019 2020 2021 | Brazil             | Không rõ          | Cực kỳ nguy cấp | - mất môi trường sống và sống rải rác (đốn rừng chọn lọc) - Săn bắn (thịt rừng) - bắt sống (mua bán vật nuôi)                                |
| Callicebus oenanthe        | 2000 2003 2008 2011 2020 | Peru               | Không rõ          | Cực kỳ nguy cấp | - mất môi trường sống và sống rải rác (trồng gạo và cà phê, đường sá, chăn nuôi gia súc) - Săn bắn (thịt rừng) - bắt sống (mua bán vật nuôi) |
| Alouatta guariba guariba   | 2000 2003 2008 2020 2021 | Brazil             | 250 cá thể        | Cực kỳ nguy cấp | - mất môi trường sống (đốn rừng chọn lọc) - Săn bắn (thịt rừng) - lan truyền bệnh dịch                                                       |